# Илино (Бољевац)
Илино је насеље у Србији у општини Бољевац у Зајечарском округу. Према попису из 2022. било је 95 становника (према попису из 1991. било је 178 становника).
У селу се налазе Вилино врело, врело здраве и пијаће воде, Завичајна кућа Љубинке Савић Граси, Етно центар „Илино”, Ресторан „Заборави Ако Можеш”, Етно конаци „Ртањски Двори”, Етно комплекси „Вилино” и „Ономад”...

## Етно конаци „Ртањски Двори”
„Ртањски Двори” су етно комплекс за смештај туриста, са припадајућим рестаурираним рестораном „Заборави Ако Можеш” из 1900. године. Аутор и власник је Протомајстор СПЦ и академик Душан Милисављевић.

## Етно комплекс „Вилино”
Етно комплекс „Вилино” је реновирано домаћинство из 18. века и адаптирано за смештај туриста.

## Етно домаћинство „Ономад”
„Ономад” је сеоско туристичко домаћинство где су гостима на располагању две адаптиране куће, са доста садржаја за одмор у дворишту.

## Демографија
У насељу Илино живи 105 пунолетних становника, а просечна старост становништва износи 55,7 година (49,0 код мушкараца и 62,0 код жена). У насељу има 58 домаћинстава, а просечан број чланова по домаћинству је 2,09.
Ово насеље је у потпуности насељено Србима (према попису из 2002. године), а у последња три пописа, примећен је пад у броју становника.
|  |

| Демографија | Демографија | Демографија |
| Година      | Становника  | Становника  |
| ----------- | ----------- | ----------- |
| 1948.       | 499         |             |
| 1953.       | 482         |             |
| 1961.       | 921         |             |
| 1971.       | 335         |             |
| 1981.       | 216         |             |
| 1991.       | 178         | 178         |
| 2002.       | 121         | 121         |

| Етнички састав према попису из 2002.‍ | Етнички састав према попису из 2002.‍ | Етнички састав према попису из 2002.‍ | Етнички састав према попису из 2002.‍ | Етнички састав према попису из 2002.‍ |
| ------------------------------------ | ------------------------------------ | ------------------------------------ | ------------------------------------ | ------------------------------------ |
|                                      |                                      |                                      |                                      |                                      |
| Срби                                 | Срби                                 |                                      | 121                                  | 100,0%                               |
| непознато                            | непознато                            |                                      | 0                                    | 0,0%                                 |

| Година пописа     | 1948. | 1953. | 1961. | 1971. | 1981. | 1991. | 2002. |
| ----------------- | ----- | ----- | ----- | ----- | ----- | ----- | ----- |
| Број домаћинстава | 123   | 123   | 298   | 114   | 98    | 77    | 58    |

| Број чланова      | 1  | 2  | 3 | 4 | 5 | 6 | 7 | 8 | 9 | 10 и више | Просек |
| ----------------- | -- | -- | - | - | - | - | - | - | - | --------- | ------ |
| Број домаћинстава | 22 | 23 | 4 | 6 | 2 | 0 | 1 | 0 | 0 | 0         | 2,09   |

| Пол    | Укупно | Неожењен/Неудата | Ожењен/Удата | Удовац/Удовица | Разведен/Разведена | Непознато |
| ------ | ------ | ---------------- | ------------ | -------------- | ------------------ | --------- |
| Мушки  | 48     | 10               | 36           | 0              | 2                  | 0         |
| Женски | 60     | 4                | 34           | 21             | 1                  | 0         |
| УКУПНО | 108    | 14               | 70           | 21             | 3                  | 0         |

| Пол    | Укупно                    | Пољопривреда, лов и шумарство | Рибарство                            | Вађење руде и камена | Прерађивачка индустрија       |
| ------ | ------------------------- | ----------------------------- | ------------------------------------ | -------------------- | ----------------------------- |
| Мушки  | 12                        | 4                             | 0                                    | 3                    | 2                             |
| Женски | 4                         | 2                             | 0                                    | 0                    | 0                             |
| УКУПНО | 16                        | 6                             | 0                                    | 3                    | 2                             |
| Пол    | Производња и снабдевање   | Грађевинарство                | Трговина                             | Хотели и ресторани   | Саобраћај, складиштење и везе |
| Мушки  | 0                         | 0                             | 1                                    | 0                    | 0                             |
| Женски | 0                         | 0                             | 0                                    | 0                    | 0                             |
| УКУПНО | 0                         | 0                             | 1                                    | 0                    | 0                             |
| Пол    | Финансијско посредовање   | Некретнине                    | Државна управа и одбрана             | Образовање           | Здравствени и социјални рад   |
| Мушки  | 0                         | 0                             | 1                                    | 0                    | 0                             |
| Женски | 0                         | 0                             | 1                                    | 1                    | 0                             |
| УКУПНО | 0                         | 0                             | 2                                    | 1                    | 0                             |
| Пол    | Остале услужне активности | Приватна домаћинства          | Екстериторијалне организације и тела | Непознато            | Непознато                     |
| Мушки  | 0                         | 0                             | 0                                    | 1                    | 1                             |
| Женски | 0                         | 0                             | 0                                    | 0                    | 0                             |
| УКУПНО | 0                         | 0                             | 0                                    | 1                    | 1                             |